# Idaea leucozona
Idaea leucozona är en fjärilsart som beskrevs av George Francis Hampson 1893. Idaea leucozona ingår i släktet Idaea och familjen mätare. Inga underarter finns listade i Catalogue of Life.